# سفارة إستونيا في روسيا البيضاء
سفارة إستونيا في روسيا البيضاء هي أرفع تمثيل دبلوماسي لدولة إستونيا لدى روسيا البيضاء. تقع السفارة في مينسك وهي تهدف لتعزيز المصالح الإستونية في روسيا البيضاء.

## وصلات خارجية
- قائمة سفارات إستونيا
- قائمة السفارات في روسيا البيضاء